# Cafeteria (nemzetség)
A Cafeteria a Bicosoecida tengeri nemzetsége, melyet Tom Fenchel és D. J. Patterson írt le 1988-ban. Egy új faj, a protozoonok és kis gerinctelenek által evett 5–10 μm-es Cafeteria roenbergensis felfedezésekor hozták létre. A név a táplálékhálózatban faló fontosságára utal.
A Német Protozoológiai Társaság 2024-ben az év egysejtűjének választotta.
Baktériumokkal táplálkozik.
Az egyik őt fertőző vírus, a közel 300 nm-es CroV óriásvírus rendelkezhet a 70 nm körüli virofág mavírussal. Ez jelentősen csökkentheti populációit.

## Fajok
A nemzetség a sárgásmoszatok Bicosoecida csoportjába tartoznak. Több fajból csak egy részt írtak le. A C. roenbergensis 18S rRNS-ének szekvenálásakor kiderült, hogy a legtöbb alá sorolt szekvencia nem hozzá tartozott, hanem a C. burkhardae Schoenle et Arndt, 2020 fajhoz, mely a Cafeteria leggyakoribb fajának számít. A C. burkhardae mellett 2020-ban Schoenle 6 új fajt írt le morfológiai és molekuláris jegyek alapján. Ezek sekély és mély tengeri vizekből származnak, az Atlanti-, a Csendes-, az Indiai-óceánban, a Földközi-, valamint a Keleti-tengerben.
- Cafeteria biegae[8]
- Cafeteria burkhardae[8][9]
- Cafeteria chilensis[8]
- Cafeteria graefeae[8]
- Cafeteria loberiensis[8]
- Cafeteria maldiviensis[8]
- ?Cafeteria marsupialis Larsen et Patterson, 1990[6]
- Cafeteria ligulifera Larsen et Patterson 1990
- Cafeteria minimus (Griessmann 1913) Larsen et Patterson 1990
- Cafeteria minuta (Ruinen 1938) Larsen et D. J. Patterson, 1990[6]
- Cafeteria mylnikovii Cavalier-Smith et Chao 2006[8]
- Cafeteria roenbergensis Fenchel & Patterson, 1988ref name="algaebase"/>[8]
- Cafeteria sippewissettensis (Teal et al. 1998) Cavalier-Smith 2013

## Fordítás
- Ez a szócikk részben vagy egészben  a   Cafeteria (bicosoecid) című angol Wikipédia-szócikk ezen változatának fordításán alapul.  Az eredeti cikk szerkesztőit annak laptörténete sorolja fel. Ez a jelzés csupán a megfogalmazás eredetét és a szerzői jogokat jelzi, nem szolgál a cikkben szereplő információk forrásmegjelöléseként.
- Ez a szócikk részben vagy egészben  a   Cafeteria (Gattung) című német Wikipédia-szócikk ezen változatának fordításán alapul.  Az eredeti cikk szerkesztőit annak laptörténete sorolja fel. Ez a jelzés csupán a megfogalmazás eredetét és a szerzői jogokat jelzi, nem szolgál a cikkben szereplő információk forrásmegjelöléseként.